# معربون
معربون هي إحدى القرى اللبنانية من قرى قضاء بعلبك في محافظة بعلبك الهرمل.
- المسافة من بيروت: 101 كلم.
- الارتفاع عن سطح البحر: 1370م.
- المساحة: 1120 هكتار